# Croton metallicus
Espèce
Croton metallicus est une espèce de plantes à fleurs du genre Croton et de la famille Euphorbiaceae présente aux îles Fidji.
Il a pour synonyme :
- Oxydectes metallica, (Müll.Arg.) Kuntze